# 贝加尔湾
贝加尔湾（俄语：Залив Байкал）是萨哈林州奥哈区的海湾，平均潮2米，平均深15米，最深25米，盐度21.24‰。